# Coccoloba floribunda
Coccoloba floribunda (Benth.) Lindau – gatunek rośliny z rodziny rdestowatych (Polygonaceae Juss.). Występuje naturalnie w Meksyku, Gwatemali, Nikaragui, Kostaryce oraz Panamie. 

## Morfologia
PokrójWiecznie zielone drzewo lub krzew. Dorasta do 2–9 m wysokości.
LiścieIch blaszka liściowa jest skórzasta i ma kształt od odwrotnie jajowatego do podłużnie odwrotnie jajowatego. Mierzy 5–15 cm długości oraz 3–7 cm szerokości, o niemal zaokrąglonej nasadzie i wierzchołku od niemal zaokrąglonego do ostrego. Ogonek liściowy jest owłosiony i osiąga 6–8 mm długości. Gatka jest owłosiona i dorasta do 8 mm długości.
KwiatyJednopłciowe, zebrane w gęste grona o długości 4–10 cm, rozwijają się na szczytach pędów. Listki okwiatu mają owalny kształt i białą barwę.
OwoceMają jajowaty kształt, osiągają 5–6 mm długości.

## Biologia i ekologia
Rośnie w lasach oraz na plażach. Występuje na wysokości do 500 m n.p.m.